# سن آنتونیو دلاس بوئلتاس
سن آنتونیو دلاس بوئلتاس (به اسپانیایی: San Antonio de las Vueltas) یک روستا و منطقهٔ مسکونی در کوبا است که در استان ویا کلارا واقع شده‌است. سن آنتونیو دلاس بوئلتاس ۱۳٬۸۰۵ نفر جمعیت دارد.